# جورج كليفتون إدواردز جونيور
جورج كليفتون إدواردز جونيور (بالإنجليزية: George Clifton Edwards, Jr.)‏ هو محامي وقاضي أمريكي، ولد في 6 أغسطس 1914 في دالاس في الولايات المتحدة، وتوفي في 8 أبريل 1995 في سينسيناتي في الولايات المتحدة.